# Juliana Londoño
Juliana Londoño David (* 14. Januar 2005 in Medellín) ist eine kolumbianische Radrennfahrerin.

## Sportlicher Werdegang
Londoño betrieb in ihrer Jugend erst Eisschnelllauf und wechselte erst 2022, also mit 17 Jahren, zum Radsport. Noch im selben Jahr gewann sie die Auftaktetappe des kolumbianischen Nachwuchsrennens Vuelta Nacional del Futuro. Im Frühjahr 2023 kam sie zu ersten Einsätzen in der Junioren-Nationalmannschaft bei den Panamerika-Meisterschaften auf Straße und Bahn, wobei sie auf Anhieb sechs Titel gewann, darunter das Einzelzeitfahren auf der Straße sowie fünf Ausdauer-Disziplinen auf der Bahn. Bei den Junioren-Weltmeisterschaften August 2023 im kolumbianischen Cali gewann sie den Titel im Scratch.
Ab 2024 fuhr sie in der Elite bzw. U23 und wurde zu einem Lehrgang des Radsport-Weltverbands UCI eingeladen, für dessen WCC Team sie Rennen in Europa bestritt. Dank guter Resultate erhielt sie zum Ende der Saison einen Vertrag bei Picnic PostNL, einem niederländischen WorldTeam. Ihren bislang größten Erfolg erzielte sie im April 2025, als sie im Sprint das Elite-Straßenrennen bei den Panamerika-Meisterschaften gewann.

## Erfolge

### Straße
2023
 Panamerika-Meisterin (Junioren) – Einzelzeitfahren
 Panamerika-Meisterschaften (Junioren) – Straßenrennen
2025
 Kolumbianische Meisterin – Straßenrennen
 Panamerika-Meisterin – Straßenrennen

### Bahn
2023
 Panamerika-Meisterin (Junioren) – Omnium, Scratch, Einerverfolgung, Madison (mit Angie Londoño), Mannschaftsverfolgung (mit Angie Londoño, Manuela Cantor, Danna Casas und Angelina Roa Alfonso)
 Kolumbianische Meisterin – Ausscheidungsfahren, Scratch, Einerverfolgung
 Weltmeisterin (Junioren) – Omnium
 Weltmeisterschaften (Junioren) – Einerverfolgung
 Panamerikaspiele – Mannschaftsverfolgung (mit Andrea Alzate, Lina Rojas und Lina Hernández)
2024
 Panamerika-Meisterschaften – Ausscheidungsfahren, Madison (mit Lina Hernández)